# 하인츠 하이드리히
하인츠 지그프리트 하이드리히(독일어: Heinz Siegfried Heydrich, 1905년 9월 29일 ~ 1944년 11월 19일)는 나치 독일의 게슈타포 및 SS 보안방첩부의 수장인 라인하르트 하이드리히의 남동생으로 무장친위대 중위이다. 그러나 홀로코스트의 주도자였던 형과 달리 자신은 유대인과 롬인을 구한 영웅이 되었다.
그는 형이 자행한 일들이 어떤 것인지를 전혀 몰랐으나, 형이 암살당한 후 그 행적을 알게 되자 충격을 받고 괴로워하다 유대인 탈출을 적극적으로 도왔다. 하지만 게슈타포가 자기를 조사하고 있단 풍문이 돌자 권총으로 자살하고 말았다. 후일 게슈타포 문건을 조사한 결과로는 하인츠의 유대인 구출은 게슈타포가 꿈에도 생각하지 못한 것이었고 단지 종이 공급의 부족에 대한 형식적 조사였을 뿐이었다고 한다.

## 같이 보기
- 알베르트 괴링